# Video Girl Ai
Video Girl Ai (電影少女 Den'ei Shōjo?) es un manga de Masakazu Katsura, adaptado a película en imagen real y a una miniserie de OVAs de seis episodios. El manga está basado en un one shot del mangaka llamado Video Girl y fue publicado en la revista Shūkan Shōnen Jump entre 1989 y 1992. En España por Norma Editorial en 1994 y luego reeditado por Planeta DeAgostini en el 2001, en México fue publicado por el Grupo Editorial Vid en 1999 y en Argentina por Editorial Ivrea. El OVA fue lanzado en España por Dynamic SK en el año 2000. Consta de dos partes, los primeros 13 volúmenes son sobre la Video Girl Ai y los últimos dos sobre la Video Girl Len.

## Argumento

### Saga de Ai
Yōta Moteuchi es un chico que está enamorado de su amiga Moemi; pero esta, a su vez, está enamorada de Takashi Niimai, amigo de ambos. Hablando con Yōta, Moemi confiesa sus sentimientos por Niimai, pero este la escucha y la rechaza, pensando en los sentimientos de su amigo, aunque lo que logra hacer es más bien hacerle daño, ya que a Yōta le importa más la felicidad de Moemi que la suya propia. 
En su camino de vuelta a casa Yōta se encuentra al video club GOKURAKU, gracias a su corazón puro. Ahí le ofrecen una película que le hará olvidar sus penas, cuando él reproduce el video en su casa una chica sale de la pantalla y se presenta como Ai Amano. Ai es una Video Girl, cuyo trabajo es ayudar y hacer sentir mejor a Yōta. Pero debido a que la videograbadora de Yōta está estropeada, la Video Girl sale un poco diferente a como debería ser.

### Saga de Len
Siete años después del final de la historia de Ai Amano, un nuevo joven que tiene problemas con mujeres; Hiromu Taguchi, se enamora de una de sus compañeras en clases de arte, Ayumi Shirakawa. Un fuerte rumor sobre Shirakawa le causa problemas a Hiromu, junto a su amigo Toshiki encuentran el NEO GOKURAKU, donde alquilan una Video Girl llamada Len, ella les ayudara a encontrar lo que realmente es el amor.

## Personajes principales

### Saga de Ai
- Yōta Moteuchi (弄内 洋太 Moteuchi Yōta?); Seiyū: Takeshi Kusao, Sasaki Nozomu (drama CD); Actor: Ken Ōsawa. Es un joven común y corriente, su padre viaja constantemente, y como es su único pariente, él vive solo. Su afición es el dibujo y las caricaturas, pero lo abandonó algunos años atrás. Cree que las revistas juveniles y sus cuestionarios tienen la respuesta a cualquier problema, por lo que las colecciona y obedece al pie de la letra. Sus compañeros se burlan de él por su pobre suerte con las mujeres. Está enamorado de Moemi, su mejor amiga, aunque ella está enamorada de otro por lo que él la ayuda dándole consejos y apoyándola.

- Ai Amano (天野 あい  Amano Ai?); Seiyū: Megumi Hayashibara, Minami Takayama (drama CD); Actriz: Kaori Sakagami. Es una Video Girl entregada a Yōta para que lo consuele, pero como fue reproducida por éste en un reproductor de video dañado, salió defectuosa, ya que su cuerpo no es tan voluptuoso como se suponía y su personalidad es más tosca y violenta. Por ser defectuosa, no puede acceder a los poderes de control de los campos eléctricos ni posee ya las habilidades de cocinar como chef con que son creadas todas las Video Girl. En realidad, estas fallas son para mejor, ya que ahora sus sentimientos son genuinos y ha ganado la capacidad de amar y aprender, cosa que las Video Girl no pueden hacer.

### Saga de Len
- Hiromu Taguchi (田口 広夢 Taguchi Hiromu?): Es un estudiante de segundo de secundaria con aspiraciones de convertirse en mangaka, vive solo en la casa de su hermano, quien tuvo un problema de niño por lo que decidió que no se iba a enamorar, pero en las clases de dibujo de Yōta (ahora, de 25 años), se comienza a enamorar de Ayumi Shirakawa. Acostumbra a hablar con refranes, modismos y palabras difíciles.

- Len Momono (桃乃 恋 Momono Ren?): Es la más nueva Video Girl creada por el NEO GOKURAKU, Hiromu y Toshiki la rentan antes de que sea probada. Es muy alegre y de buena disposición, aunque no sabe cocinar. Acostumbra a utilizar "boku" para referirse a sí misma.

### Saga de Haruno
- Haruno: La video girl original de la primera historia de Katsura, fue entregada a Munehiro por un expendedor mecánico en el Gokuraku ya que necesitaba ser consolado, desgraciadamente cuando iba a ser reproducida se apretó el botón grabar en vez de reproducir, por lo que partes de un comercial de un modelo masculino entraron a la cinta y su personalidad y aspecto se volvieron algo más toscos de lo que originalmente era. Tras aparecer decide ayudar a Munehiro enseñándole a comportarse en una cita ya que en algunas semanas él deberá salir con la chica que le gusta; sin embargo, a medida que pasa el tiempo, se hace aún más cercana a Munehiro.

- Munehiro Yamakawa: Un adolescente enamorado platónicamente de Hiroko, una compañera de clase, con quien su mejor amigo le consigue una cita. Un día mientras vuelve a su casa, encuentra el Gokuraku de donde obtiene a la Video Girl Haruno, pero al grabar accidentalmente un comercial, la joven adquiere cualidades del modelo masculino de un comercial de TV. Aunque en un inicio su relación es tensa y llena de discusiones, es ayudado por ella para saber como actuar con una mujer en una cita, practicando diariamente antes de su encuentro con Hiroko, con lo cual sin darse cuenta comienza a apreciar a Haruno.

## Terminología utilizada
- GOKURAKU: Es una tienda de renta de video a la que solo pueden entrar los puros de corazón, en ella se alquilan videos que ayudan a las personas heridas sentimentalmente. Cuando estos video son reproducidos la Video Girl sale de la pantalla al mundo real.

- NEO GOKURAKU: Es una nueva tienda de renta de video, este fue creado por el anciano que atendía el original tras traicionar a Roleck para proteger a Yota y Ai. Tiene casi las mismas características, excepto que las Video Girl tienen un sistema de emociones ya que su misión no es erradicar el amor del corazón de los hombres, sino ayudarlos a encontrar el genuino. De la misma forma, el edificio aparece simultáneamente con el Gokuraku siendo más llamativo, como una forma de hacer que lo prefieran y así no lleguen a manos de Roleck.

- Video Girl: Son videos creados por GOKURAKU, contienen una chica que sale del televisor y consuela o ayuda al que la reprodujo. Fueron creadas originalmente sin emociones, aunque por un error Ai Amano si las tiene. Años después NEO GOKURAKU crea una nueva generación de Video Girls que si poseen emociones y las usan para ayudar a sus clientes. Poseen una vida limitada al tiempo de reproducción de la cinta, el cual es de tres meses, después del cual dejan de existir en el caso del Gokuraku o vuelven a la tienda en el caso del Neo Gokuraku.

## Contenido de la obra

### One shot
Video Girl (ビデオガール?), llamada Video Girl Complete History en varias compilaciones, fue un one shot dibujado por Katsura y publicado en la Winter Special de 1989, este sería tomado luego como la base para Video Girl Ai. Katsura creó esta historia porque su editor en aquel momento, Kazuhiko Torishima, le sugirió que escribiera una historia romántica, más tarde Torishima se convirtió en Vice-Editor de la revista, por lo que su editor cambió y con éste creó otro one shot diferente; aunque cuando estaba decidiendo qué manga iba a serializar, Torishima le sugirió de nuevo que hiciera Video Girl y eso es lo que hizo Katsura. Este one shot sería compilado luego en el segundo volumen de la colección Masakazu Collection, y en al final del volumen 15 de Video Girl Ai.
La historia se centra en Munehiro Yamakawa, un chico que está enamorado de Hiroko, una compañera de clase, pero no se atreve a declararle su amor. Por casualidad se aparece ante él un videoclub, GOKURAKU, donde alquila una Video Girl, Haruno. Cuando la reproduce presiona sin querer el botón de grabar y la imagen se mezcla con la de un hombre, con lo que la personalidad de Haruno se torna un poco masculina. Con la ayuda de su mejor amigo consigue una cita con Hiroko y Haruno será la encargada de prepararlo. El día de la cita todo sale bien, excepto los sentimientos de Munehiro, que está enamorado de Haruno.

### Manga
El manga fue publicado entre los números 51 de 1989 y 31 de 1992 de la revista Shūkan Shōnen Jump, para luego ser compilada en 15 Tankōbon,
 los últimos dos volúmenes cuentan la historia de otra Video Girl y son comúnmente llamados Video Girl Len; en 1997 fue editada de nuevo en 9 Aizōban y en el 2003 en 9 Bunko. En España por Norma Editorial en 1994 en 47 volúmenes, los últimos 6 son 5 de Video Girl Len y uno con Video Girl; luego reeditado por Planeta DeAgostini en el 2001 en 15 volúmenes, igual que la versión original. En México fue publicado por el Grupo Editorial Vid en 1999 en 30 volúmenes de la mitad del tamaño original, y en Argentina por Editorial Ivrea.

### Película en imagen real
La adaptación a película en imagen real de Video Girl Ai se estrenó en Japón el 19 de julio de 1991. Fue producida por el estudio Tōhō y dirigida por Ryū Kaneda, el guion fue hecho por el mismo mangaka Masakazu Katsura con ayuda de Masahiro Yoshimoto.

### OVA
Una miniserie en formato OVA de seis episodios fue creada por el estudio I.G. Tatsunoko en 1992. Primero fue lanzada en 6 VHS con un episodio cada uno, luego fue relanzada en 3 laserdisc, cada uno con dos episodios En España fue lanzado por Dynamic SK entre el 2000 y el 2001, cada VHS trae un episodio dos veces, uno doblado y el otro subtitulado. En el 2001 se lanzó una caja recopilatoria especial con todos los episodios y dos DVD solos con 3 episodios cada uno. Cada uno de los episodios trae un pequeño omake al final. Esta miniserie adapta los primeros 20 capítulos, aunque eliminan al personaje Takao Sorayama, el video de Ai solo dura un mes y tiene un final diferente.
| # | Título | Estreno              |
| - | --- | -------------------- |
| 1 | «Te consolaré» «Nagusamete ageru» (なぐさめてあげる) | 27 de marzo de 1992  |
| 2 | «Regalo» «Purezento» (プレゼント) | 24 de abril de 1992  |
| 3 | «La primera cita de llevar el vestido que Yōta le regalo» «Yōta ga kureta fuku o kite hajimete dēto shita kinenbi» (洋太がくれた服を着て初めてデートした記念日) | 22 de mayo de 1992   |
| 4 | «Confesión» «Kokuhaku» (告白) | 26 de junio de 1992  |
| 5 | «¡Ai desaparece!» «Ai ga kieru!» (あいが消える!) | 24 de julio de 1992  |
| 6 | «Tristeza, Ai, amor» «Ai, Ai, ai» (哀・あい・愛) | 28 de agosto de 1992 |

### Novela
La novela Den'nei Shōjo -Video Girl Ai- (電影少女 -VIDEO GIRL AI-?) fue publicada por Shūeisha el 6 de abril de 1993 y fue escrita por Sukehiro Tomita. La novela tiene 3 capítulos, el primero sobre Ai y los otros dos sobre dos nuevas Video Girls: Yū Kagetori (影取ゆう Kagetori Yū?) y Yume Kayama (香山ゆめ Kayama Yume?), además trae un omake con todas las Video Girls.

### Videojuegos
El único videojuego basado en la serie fue videojuego Den'nei Shōjo -Virtual Girl Lun- (電影少女 -Virtual Girl Lun-?), un simulador de citas por Banpresto para PC, lanzado el 14 de febrero de 1999. Aunque está basado en la serie este se centra en una nueva Video Girl llamada Lun Tobishima (飛島るん Run Tobishima?).

### Banda sonora y CD dramas
En 1991 un CD drama con la historia, titulado Den'nei Shōjo (Video Girl Ai) (電影少女〈VIDEO GIRL AI〉?), fue adaptado por Sukehiro Tomita, quien también escribió la novela. En la película el tema es "Dakishimete - Surr na Koi" (抱きしめて -シュールな恋- Dakishimete - Shūru na Koi?), interpretado por Keiko Utsumi. El anime, como tema de apertura (también conocido como opening), usa la canción "Ureshii Namida" (うれしい涙?  lágrimas de felicidad) por Noriko Sakai. Asimismo, usa como tema de clausura (o ending) la melodía "Ano Hi ni..." (あの日に…?  Aquel día...), de Maki Kimura. La música de fondo de la película fue compuesta por Reijirō Koroku; la del anime por Tōru Okada y fue compilada en dos CD, el segundo contenía también un audio Drama.